# Tecnovoro
Tecnovoro (Technovore), è un personaggio dei fumetti pubblicato dalla Marvel Comics. È un organismo mutante che appare inizialmente sotto forma di svariati robot ma si ricompone poi divenendo una creatura composita aggregata.

## Poteri e abilità
È in grado di assimilare persone e oggetti, accelerando la propria evoluzione nell'intelletto e nell'organizzazione macrocellulare.
Può ricomporre la materia a livello molecolare, assimilandola alla propria massa per soddisfare il proprio appetito. Grazie a questo assorbimento, può anche autoripararsi e/o aumentare di dimensioni.

## Altri media

### Cinema
Nel film d'animazione in stile anime Iron Man: Rise of Technovore il Tecnovoro è l'antagonista secondario e il progetto di Ezekiel Stane.

### Televisione
- Il Tecnovoro appare nel diciannovesimo episodio della serie animata Iron Man: Armored Adventures, dove possiede un look maggiormente umanoide.
- Il personaggio appare anche nel ventottesimo episodio della serie animata Avengers - I più potenti eroi della Terra.